# Spieprzaj, dziadu!

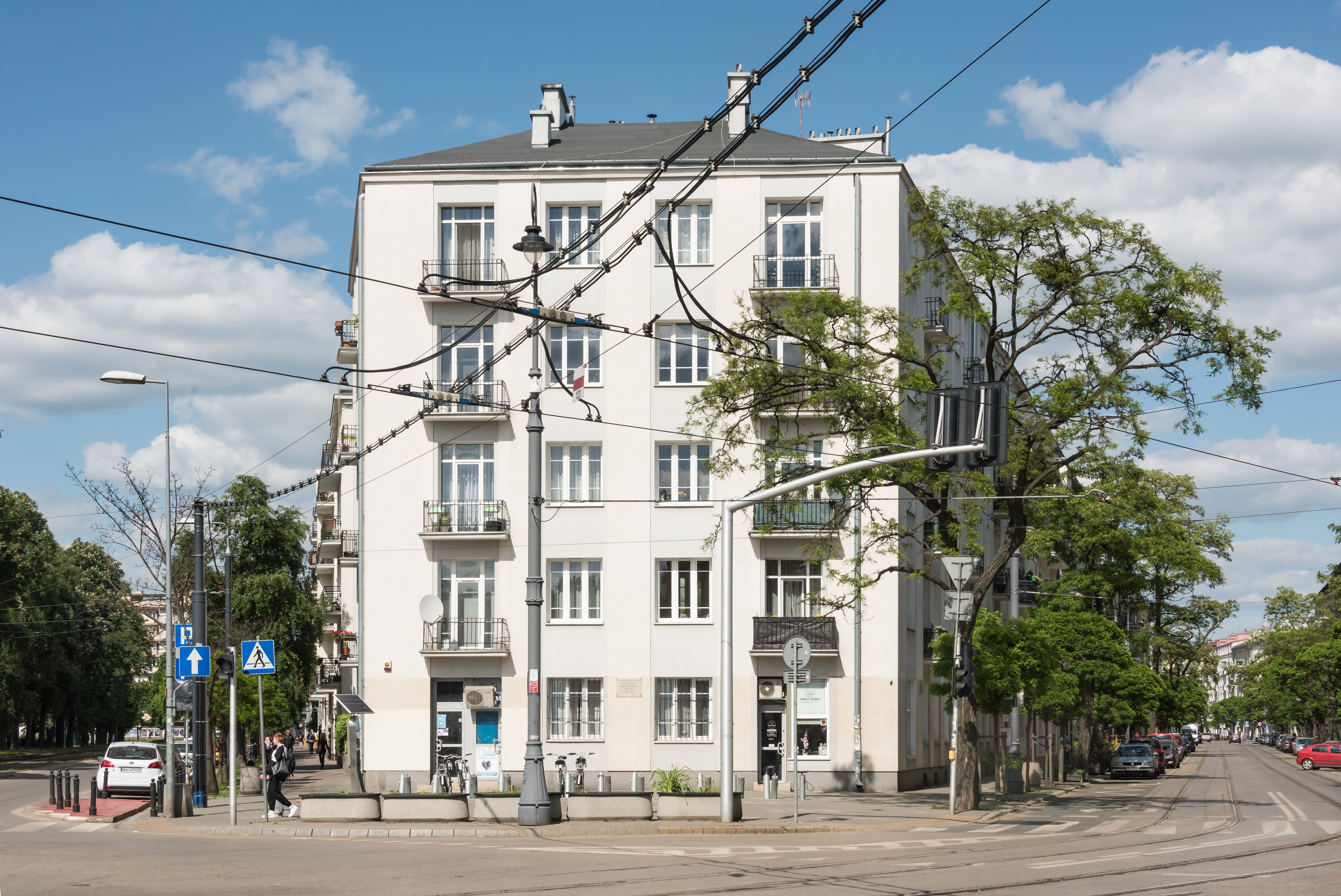
Placyk u zbiegu ulic: Stalowej (po prawej) i 11 Listopada (po lewej) – miejsce incydentu

Spieprzaj, dziadu! – słowa wypowiedziane przez Lecha Kaczyńskiego do Zbigniewa Aniszewskiego po tym, jak wsiadł do samochodu tuż po zakończeniu spotkania wyborczego na rogu ulic Stalowej i 11 Listopada na warszawskiej Pradze-Północ w listopadzie 2002, przed drugą turą wyborów prezydenta miasta stołecznego Warszawy. Fraza jest kolokwializmem – wołacz rzeczownika „dziad” to „dziadzie”, a słowo „dziadu” jest formą potoczną.

## Przebieg i reakcje
Pełna wersja wypowiedzi brzmiała: „Panie, spieprzaj pan! Spieprzaj, dziadu!” („Rzeczpospolita”, 5 listopada 2002). Została ona skierowana przez ówczesnego kandydata na prezydenta m.st. Warszawy do osoby zarzucającej Lechowi Kaczyńskiemu, że politycy przechodzą z partii do partii „jak szczury”.
Zbigniew Aniszewski: Partie żeście zmienili, pouciekaliście jak szczury!
Lech Kaczyński: Panie, spieprzaj pan! O, to panu powiem!
Zbigniew Aniszewski: „Spieprzaj pan”? Panie, bo pan się prawdy boisz!
Lech Kaczyński: [z wnętrza samochodu, przez uchylone drzwi] Spieprzaj, dziadu!
Zbigniew Aniszewski: [do dziennikarzy] Ale jak tak się można odzywać: „spieprzaj pan”? Ja się grzecznie spytałem człowieka!
W wywiadzie dla „Rzeczpospolitej” w dwa dni po zajściu Lech Kaczyński wyjaśniał:

Polityk też ma prawo do obrony godności. Pierwszą serię obelg wytrzymałem, dopiero przy drugiej powiedziałem twardo, ale jak na praską ulicę łagodnie, żeby sobie poszedł.

Po latach, na łamach książki pt. Alfabet braci Kaczyńskich z 2006, będącej wywiadem rzeką (przeprowadzili go Michał Karnowski i Piotr Zaremba), Lech Kaczyński tak opisał tę sytuację z 2002 i osobę, do której się zwrócił:

Był to zwykły męt, wyjątkowo agresywny, który mnie obrażał. Jak miałem się zachować? Od polityka żąda się wyjątkowej uczciwości, a równocześnie grubej skóry. To utopia. Pewnie wolałbym tego zdarzenia uniknąć. Ale nie jest rzeczą naturalną, aby polityk nie mógł reagować na obraźliwe zachowania.

Część mediów oraz polityków komentujących to zajście zaznaczała, że ich zdaniem Kaczyński bez przyczyny zaatakował „bezbronnego wyborcę” (Bogdan Socha, Samoobrona), „mężczyzn z reklamówkami” (IDG), „kilku jegomościów z plastikowymi reklamówkami” („Gazeta Wyborcza”).

## Wykorzystanie
Hasło to było wykorzystywane ponownie w 2005 roku, kiedy zostało nagłośnione przed wyborami parlamentarnymi oraz prezydenckimi. W czasie kampanii prezydenckiej odwołał się też pośrednio do niego Donald Tusk w debacie prezydenckiej z udziałem Lecha Kaczyńskiego, która odbyła się 26 września 2005 roku w Polsacie:

Nie będę tego cytował, ale to powiedzenie zrobiło furorę. Uważam, że nie ma w Polsce ludzi, środowisk i dziadów, których należy wykluczyć.

Hasło ponownie wykorzystano w kampanii parlamentarnej w 2007 roku, kiedy przed wyborami parlamentarnymi odniesienie do niego użyto w kampanii wyborczej PSL, w związku z kandydaturą twórcy Gadu-Gadu, Łukasza Foltyna, z list tej partii:

Zamiast hasła „Spieprzaj, dziadu” u nas twórca Gadu-Gadu.

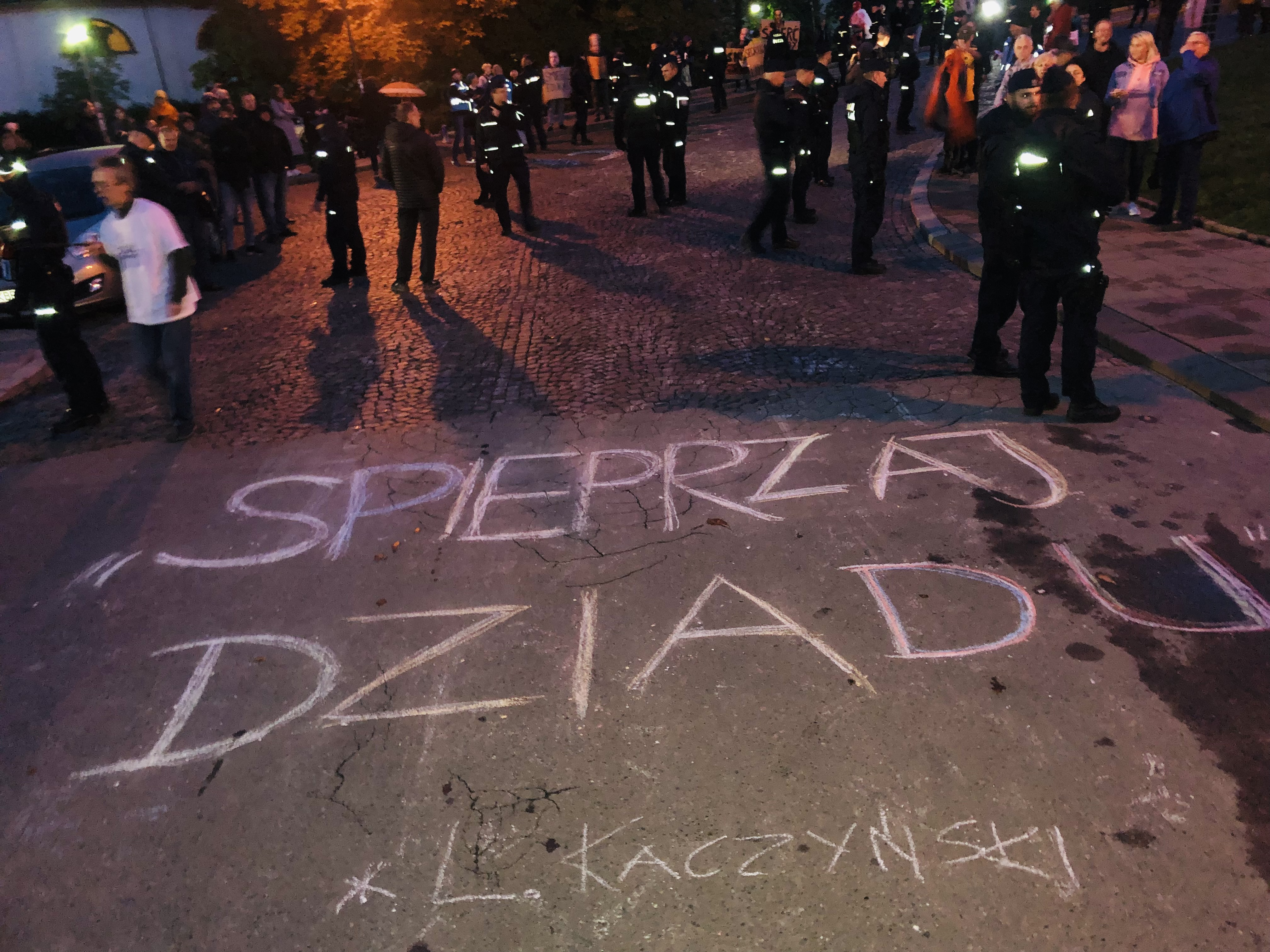
Napis Spieprzaj dziadu napisany kredą na jezdni przez Babcię Kasię na proteście przeciw rządowi Prawa i Sprawiedliwości pod Wawelem w Krakowie (2022)

Hasło było chętnie podchwytywane podczas Parad Równości, w sprzedaży pojawiły się gadżety z takim napisem. Przeciwnicy prezydenta Kaczyńskiego zakładali też strony internetowe zawierające te słowa w adresie. Pojawiło się też m.in. w jednym odcinku serialu Włatcy móch, jednym odcinku
Pierwszej Miłości oraz w kilku odcinkach serialu Świat według Kiepskich, a także w polskiej wersji gry komputerowej Wiedźmin 2: Zabójcy królów. Przedostało się (w złagodzonej formie Zjeżdżaj, dziadu!) do polskich wersji filmów animowanych Sezon na misia i Simpsonowie: Wersja kinowa. Słowa te można było także usłyszeć w polskiej wersji filmu Asterix na olimpiadzie. Sformułowanie „spieprzaj, dziadu” zostało wykorzystane również w piosence Szlaban graniczny wykonywanej przez grupę Leniwiec na płycie Reklamy na niebie. Hasło zostało też użyte w polskim tłumaczeniu mangi „Bleach”.
W 2009 roku, dokładnie 7 lat po wypowiedzeniu tych słów, została przez Mennicę Łebską wybita moneta o nominale „7 Dziadów Stołecznych” z twarzą Lecha Kaczyńskiego na rewersie i podobizną warszawskiej syrenki na awersie oraz cytatem „Spieprzaj, dziadu!”. Można było nią płacić za usługi i towary w niektórych punktach na warszawskiej Pradze. Emisja wyniosła 10 000 monet.